# Fabrizio Larini
Fabrizio Larini (Parma, 31 marzo 1953) è un dirigente sportivo ed ex calciatore italiano, di ruolo centrocampista.

## Carriera

### Giocatore
Cresciuto nell'Inter, senza mai esordire in prima squadra, ha disputato 5 campionati di Serie B dal 1975 al 1980 con Palermo e SPAL, per 124 presenze complessive e 6 reti.

### Dirigente
Ritiratosi nel 1986 dall'attività agonistica, è diventato dapprima il responsabile del settore giovanile (fino al 1997) del Parma, sua ex squadra, e subito dopo il direttore sportivo della prima squadra, mantenendo questo incarico fino al 2002.
Dal 2003 al 2005 è stato all'Atalanta, successivamente si è occupato di consulenze per società calcistiche e dal 2008 è il d.s. dell'Ancona.
Il 2 giugno 2010 ha annunciato l'addio al club biancorosso ed il giorno seguente viene annunciato il suo ingaggio da parte dell'Udinese come nuovo direttore sportivo al posto di Sergio Gasparin. Ha mantenuto l'incarico fino alla scadenza del contratto, nel giugno 2013, e nel successivo mese di novembre è subentrato a Luca Cattani al Novara. Il 7 giugno 2014, all'indomani della sconfitta nei play-out d'andata contro il Varese, è sollevato dall'incarico di direttore sportivo del Novara.
Dal 1º giugno all'11 agosto 2016 è stato il Direttore sportivo della Ternana.

## Palmarès

### Club

#### Competizioni nazionali
- Campionato italiano: 1

Inter: 1970-1971
- Serie C1: 1

Cremonese: 1980-1981